# Leguánfélék

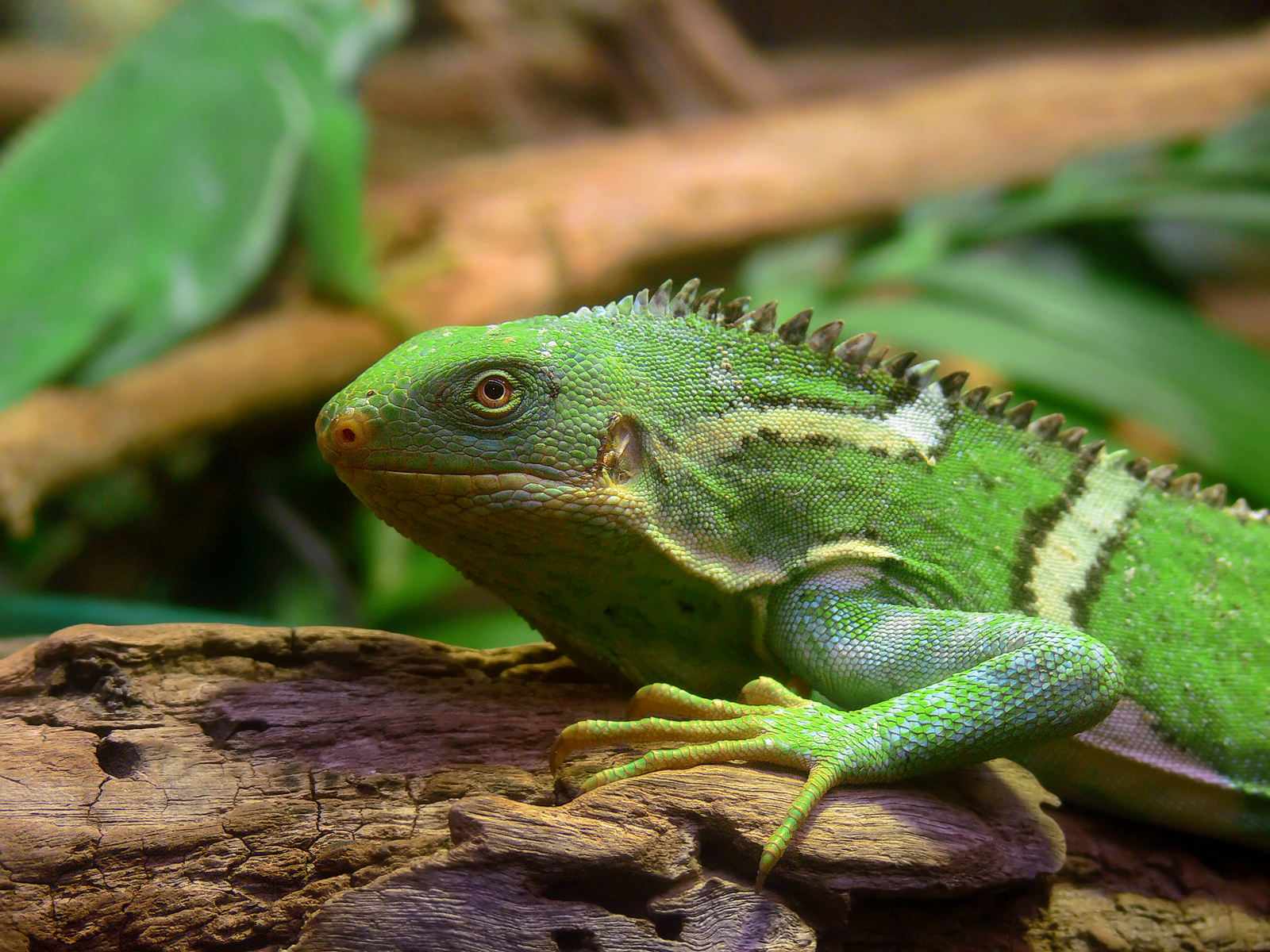
Tarajos leguán (Brachylophus vitiensis)

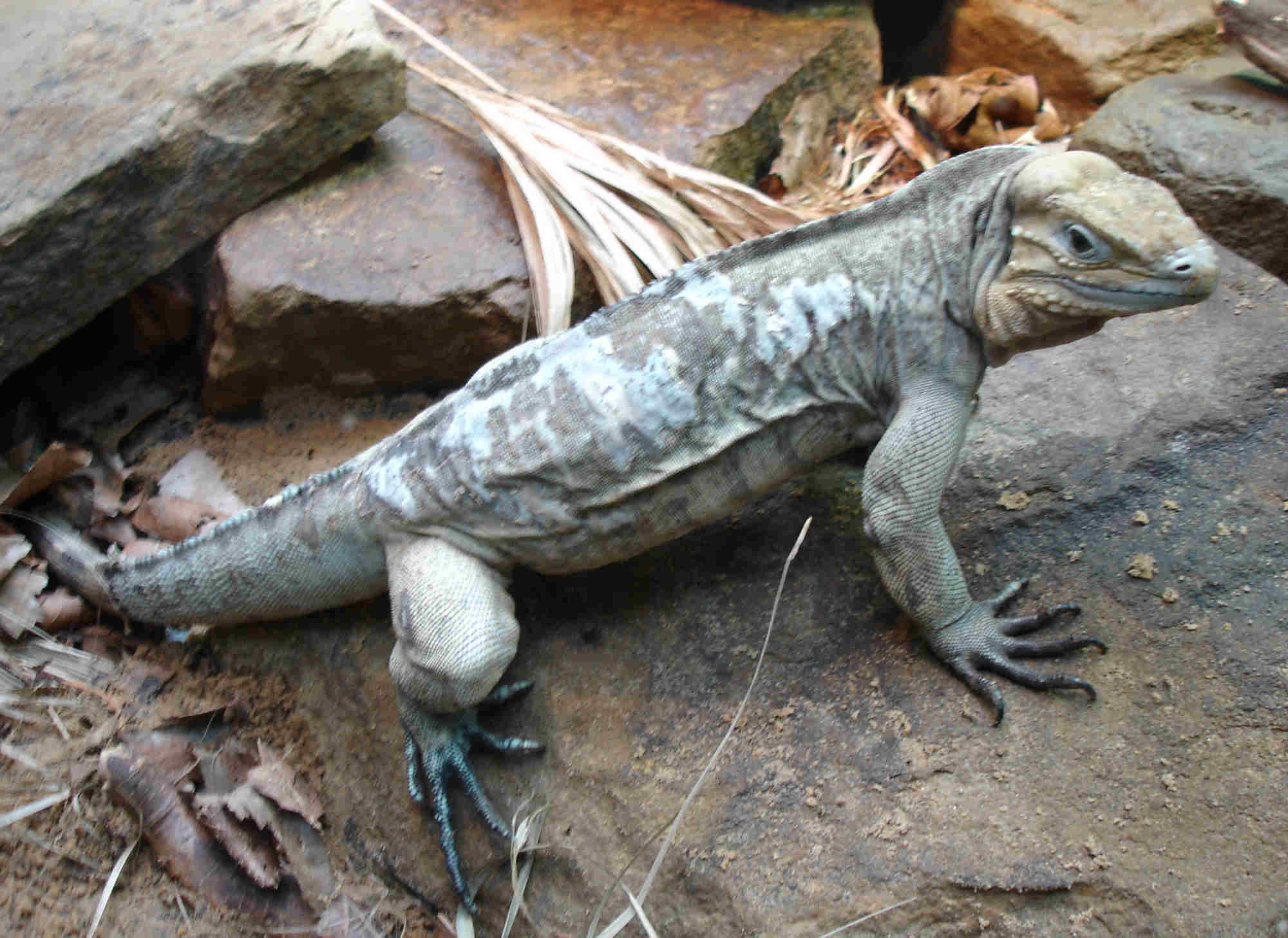
Hispaniolai orrszarvú leguán (Cyclura cornuta)

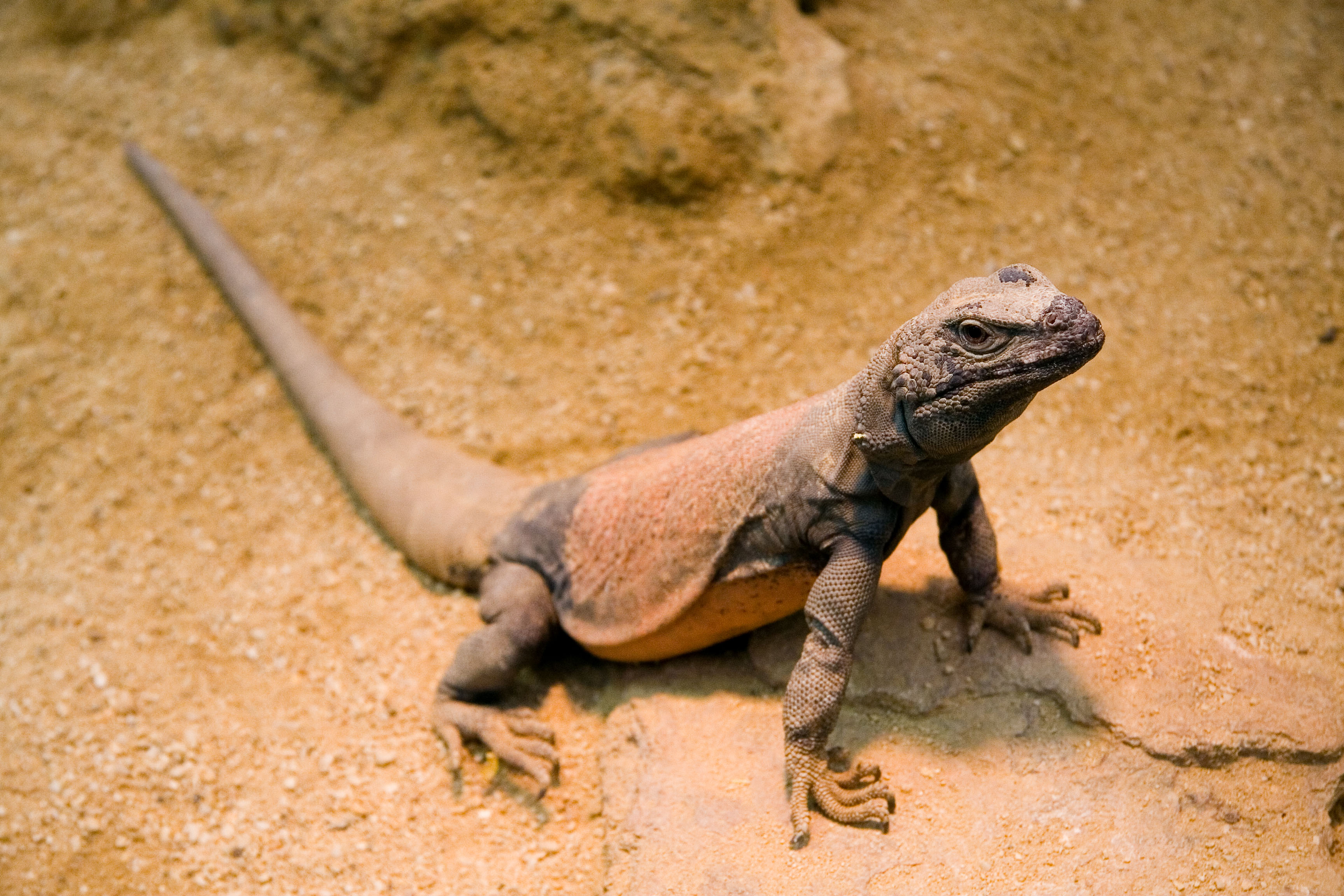
Kövér kukvala (Sauromalus obesus)

A leguánfélék (Iguanidae) a hüllők (Reptilia) osztályába a  pikkelyes hüllők (Squamata) rendjébe és a leguánalakúak (Iguania) alrendjébe tartozó család nyolc nem mintegy 38 fajával.

## Származásuk, elterjedésük
A konvergens evolúció eredményeként azokat az ökológiai fülkéket töltik be Amerikában (és a környező szigeteken), mint az agámafélék (Agamidae), az Óvilágban és Ausztráliában, de utóbbiaknál lényegesen több és változatosabb megjelenésű fajjal.
Dél- és Közép-Amerikában (az újvilági faunabirodalomban) gyakoriak; Észak-Amerika melegebb területeire (a nearktikus faunatartományba) szinte kizárólag földön lakó fajok terjedtek át.

## Megjelenésük, felépítésük
Fejük nagy, négyszögletű; a nyakuk rövid. Lecsüngő tokájuk előrészén tüskés taraj húzódik. Hátoldali tarajuk nyakszirtjüktől a farkuk hegyéig fut. Sokszögű fejpajzsaik mérete és alakja is változatos. Orrlyukaik szélesek. Nagy dobhártyájuk szabadon áll.
Törzsük megnyúlt, oldalt összenyomott. Haspikkelyeik laposan vagy enyhén bordásak.
Lábszáraik izmosak, lábujjaik hosszúak.
Összenyomott farkukat egyforma bordás pikkelyek borítják.
Metszőfogaik kúp alakúak, hegyesek és kissé hátragörbülők, a többiek háromszög alakra összenyomottak, a metszőélükön rovátkával. Az állkapcsokon kívül még a szárnycsontok mindkét felén is van az apró fogaknak egy kettős sora.

## Életmódjuk élőhelyük
Jóformán minden, a hüllők számára alkalmas létfeltételhez alkalmazkodtak. Megtalálhatók a magaslatokon, a mélyföldeken és száraz síkságokon éppúgy, mint az árnyékos, nedves őserdőkben, és emberi lakóhelyek közelében is éppoly gyakoriak, mint a lakatlan pusztákon. Több faj a vízben keres magának menedéket — ezek pompásan úsznak és merülnek.
Egy fajuk a tenger vizében szerzi zsákmányát, többségük azonban rovarokat, illetőleg növényeket eszik. Néhány faj elevenszülő, de nagy többségük tojásokkal szaporodik.

## Gazdasági jelentőségük
Több fajuk húsa és tojása ízletes táplálék.

## Rendszertani felosztásuk
A családba az alábbi nem és fajok tartoznak:
- Amblyrhynchus (Bell, 1725) – 1 faj
  - tengeri leguán (Amblyrhynchus cristatus)

- Brachylophus (Cuvier, 1829) – 4 faj
  - szalagos leguán (Brachylophus fasciatus)
  - tarajos leguán (Brachylophus vitiensis)
  - Brachylophus bulabula
  - Brachylophus gau

- Cachryx  (Cope, 1866) – 2 faj
  - campechei tüskésfarkú leguán (Cachryx alfredschmidti), korábban (Ctenosaura alfredschmidti)
  - yucatani tüskésfarkú leguán (Cachryx defensor), korábban (Ctenosaura defensor)

- Conolophus (Fitzinger, 1843) – 3 faj
  - Santa Fé-szigeti varacskosfejű leguán (Conolophus pallidus)
  - varacskosfejű leguán (Conolophus subcristatus)
  - rózsaszín varacskosfejű leguán (Conolophus marthae)

- Ctenosaura (Wiegmann, 1828) – 15 faj
  - kelet-mexikói tüskésfarkú leguán (Ctenosaura acanthura)
  - utila tüskésfarkú leguán (Ctenosaura bakeri)
  - Michoacán tüskésfarkú leguán (Ctenosaura clarki)
  - Ctenosaura conspicuosa
  - sárgahátú tüskésfarkú leguán (Ctenosaura flavidorsalis)
  - Baja California-i tüskésfarkú leguán (Ctenosaura hemilopha)
  - sonorai tüskésfarkú leguán (Ctenosaura macrolopha)
  - feketemellű tüskésfarkú leguán (Ctenosaura melanosterna)
  - nolascai tüskésfarkú leguán (Ctenosaura nolascensis)
  - oaxai tüskésfarkú leguán (Ctenosaura oaxacana)
  - ratan tüskésfarkú leguán (Ctenosaura oedirhina)
  - guatemalai tüskésfarkú leguán (Ctenosaura palearis)
  - nyugat-mexikói tüskésfarkú leguán (Ctenosaura pectinata)
  - ötujjú tüskésfarkú leguán (Ctenosaura quinquecarinata)
  - fekete tüskésfarkú leguán (Ctenosaura similis)

- Cyclura (Harlan, 1825) – 10 faj
  - Turks-szigeti sziklaleguán (Cyclura carinata)
  - jamaicai leguán (Cyclura collei)
  - hispaniolai orrszarvú leguán (Cyclura cornuta)
  - Bahama-szigeteki sziklaleguán (Cyclura cychlura)
  - kék leguán (Cyclura lewisi)
  - kubai sziklaleguán (Cyclura nubila)
  - Anegada-szigeti sziklaleguán (Cyclura pinguis)
  - Ricord-leguán (Cyclura ricordii)
  - San Salvador-leguán (Cyclura rileyi)
  - Mona-szigeti leguán (Cyclura nigerrima)

- Dipsosaurus (Hallowell, 17854) – 1 faj
  - Sivatagi leguán (Dipsosaurus dorsalis)

- Iguana (Laurenti, 1768) – 5 faj
  - Kis-antilláki leguán (Iguana delicatissima)
  - Zöld leguán (Iguana iguana)
  - Antillai orrszarvú leguán (Iguana insularis)
  - Sabai leguán (Iguana melanoderma)
  - Közép-amerikai leguán (Iguana rhinolopha)

- Sauromalus (Duméril, 1856) – 6  faj
  - Közönséges kukvala (Sauromalus ater)
  - Félszigeti kukvala (Sauromalus australis)
  - Angel-szigeti kukvala (Sauromalus hispidus)
  - Santa Catalina-kukvala (Sauromalus klauberi)
  - Szigeti kukvala (Sauromalus slevini)
  - Tarkafoltos kukvala (Sauromalus varius)

## Képek

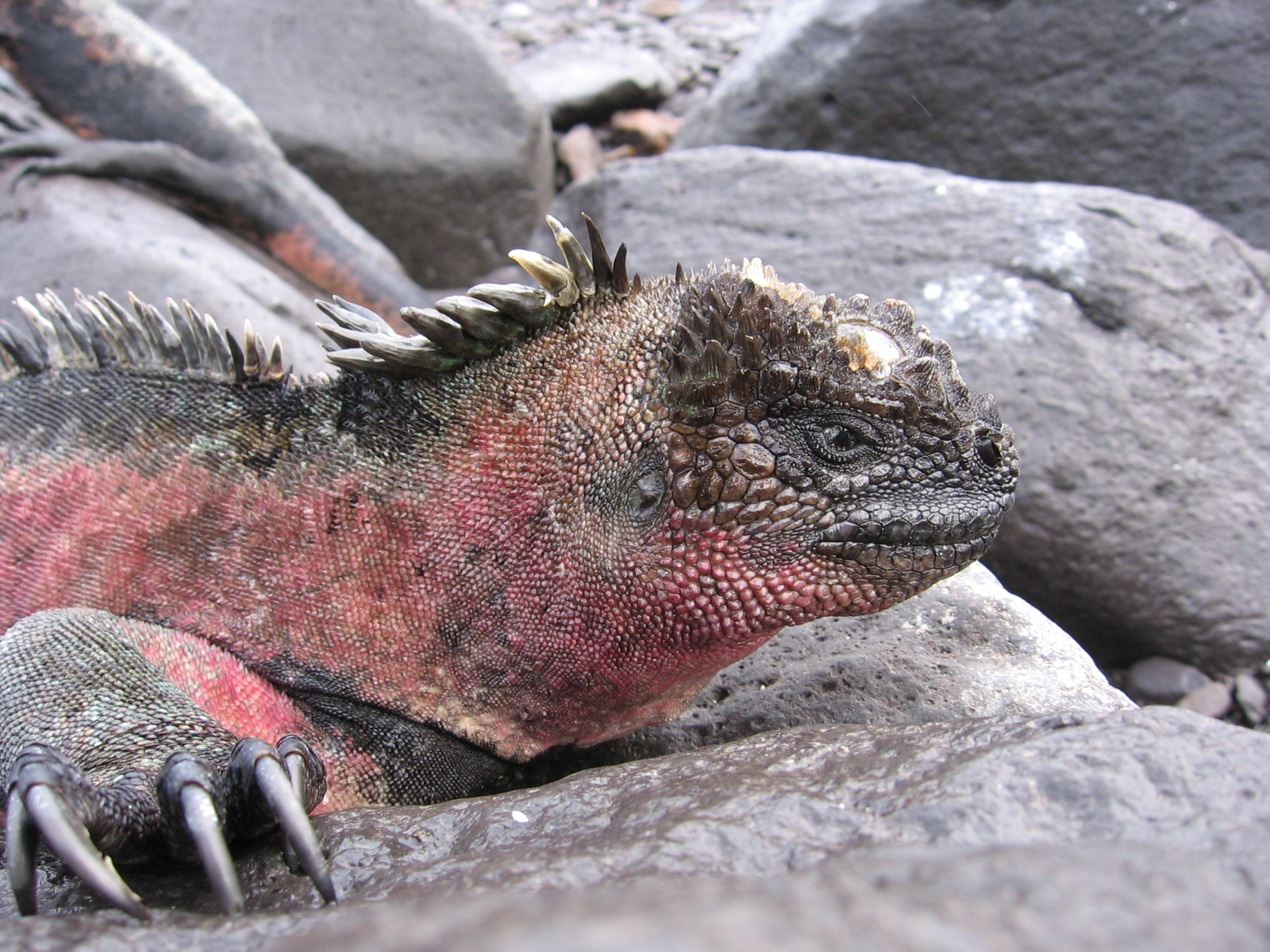
Tengeri leguán (Amblyrhynchus cristatus)
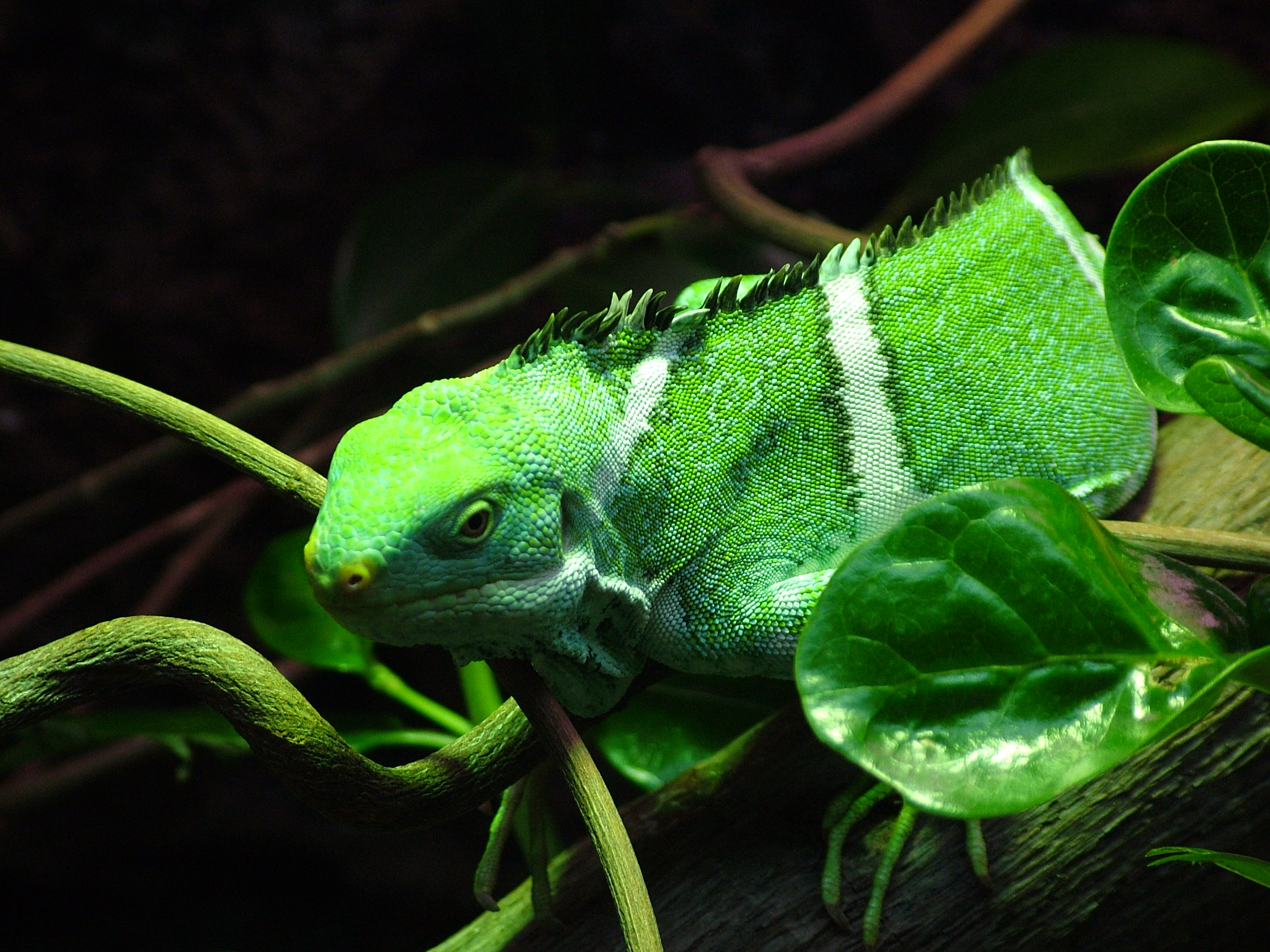
Szalagos leguán (Brachylophus fasciatus)
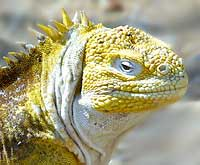
Varacskosfejű leguán (Conolophus subcristatus)
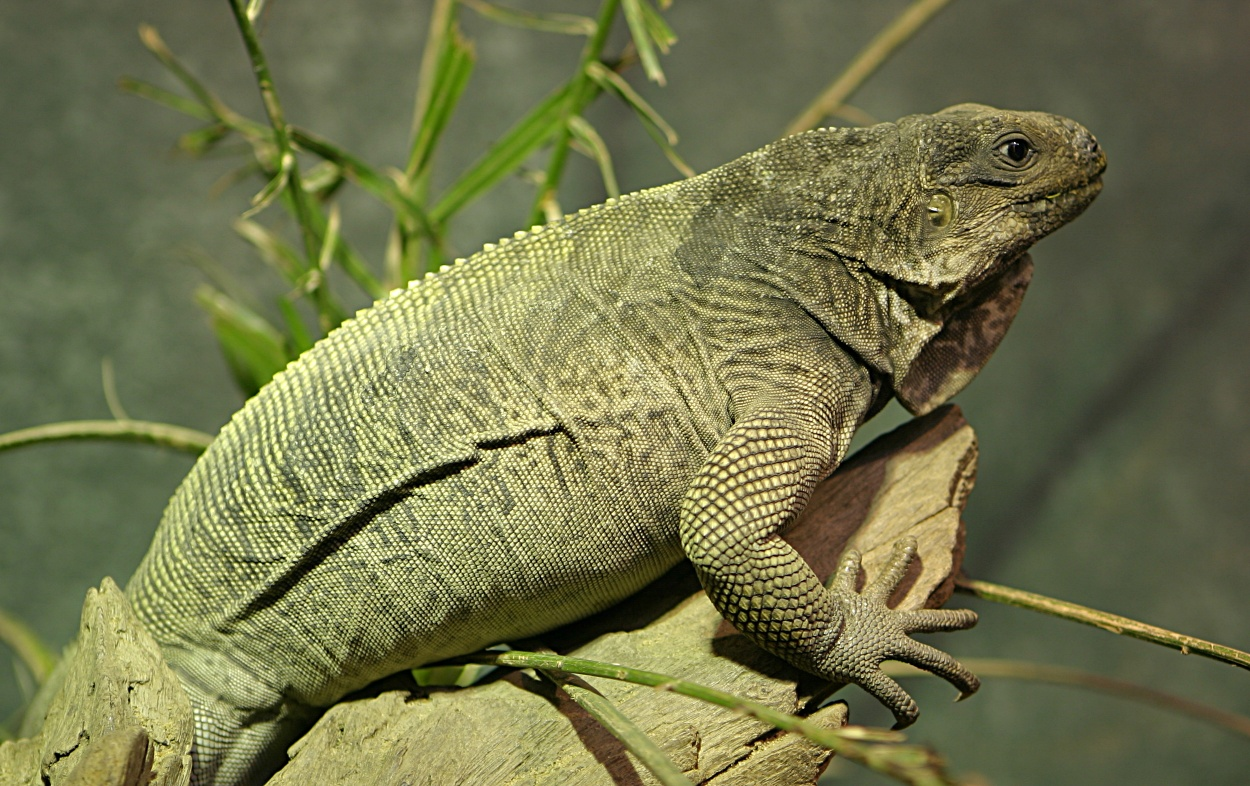
Cyclura pinguis
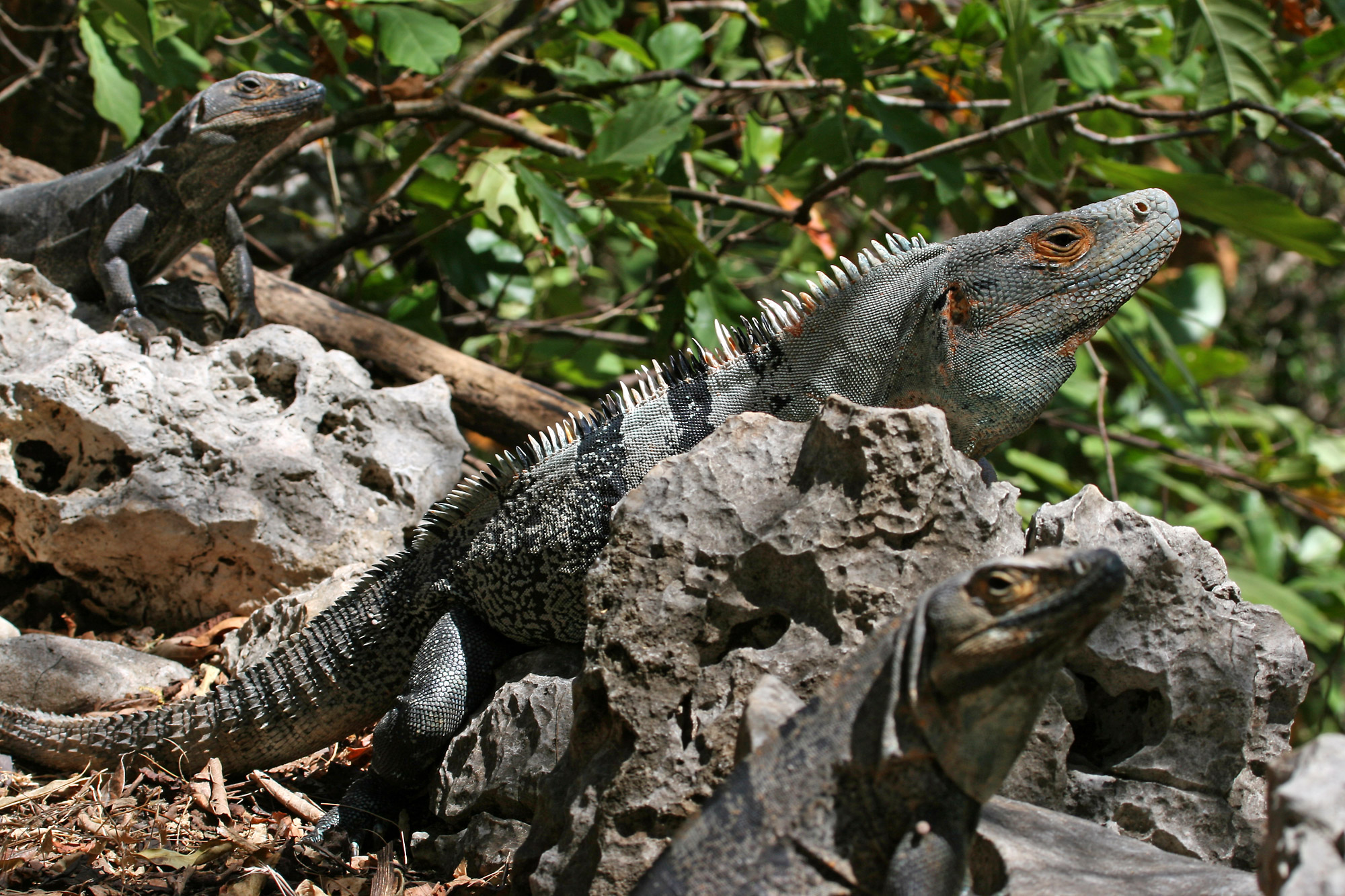
Fekete tüskésfarkú leguán (Ctenosaura similis)
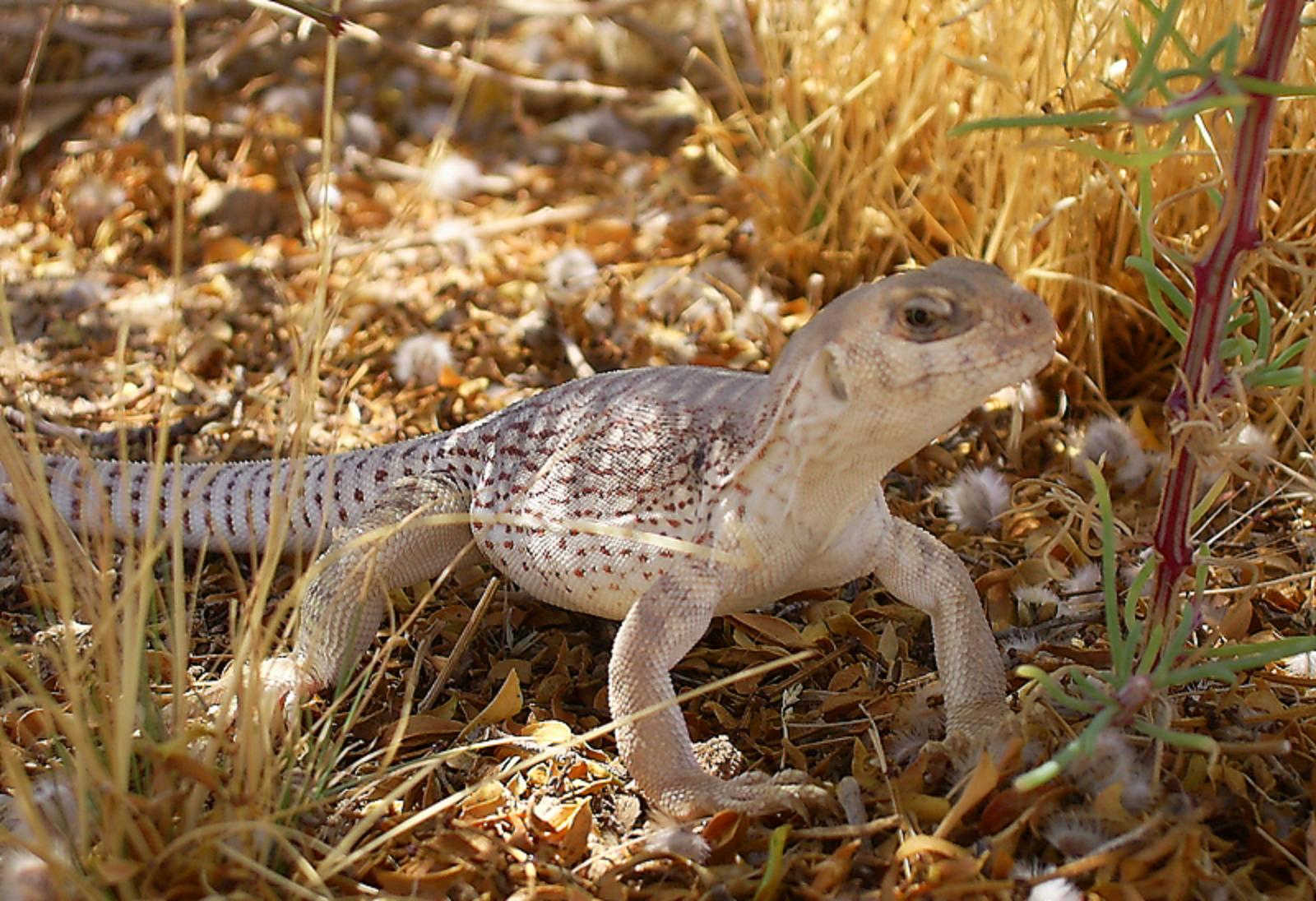
Sivatagi leguán (Dipsosaurus dorsalis)
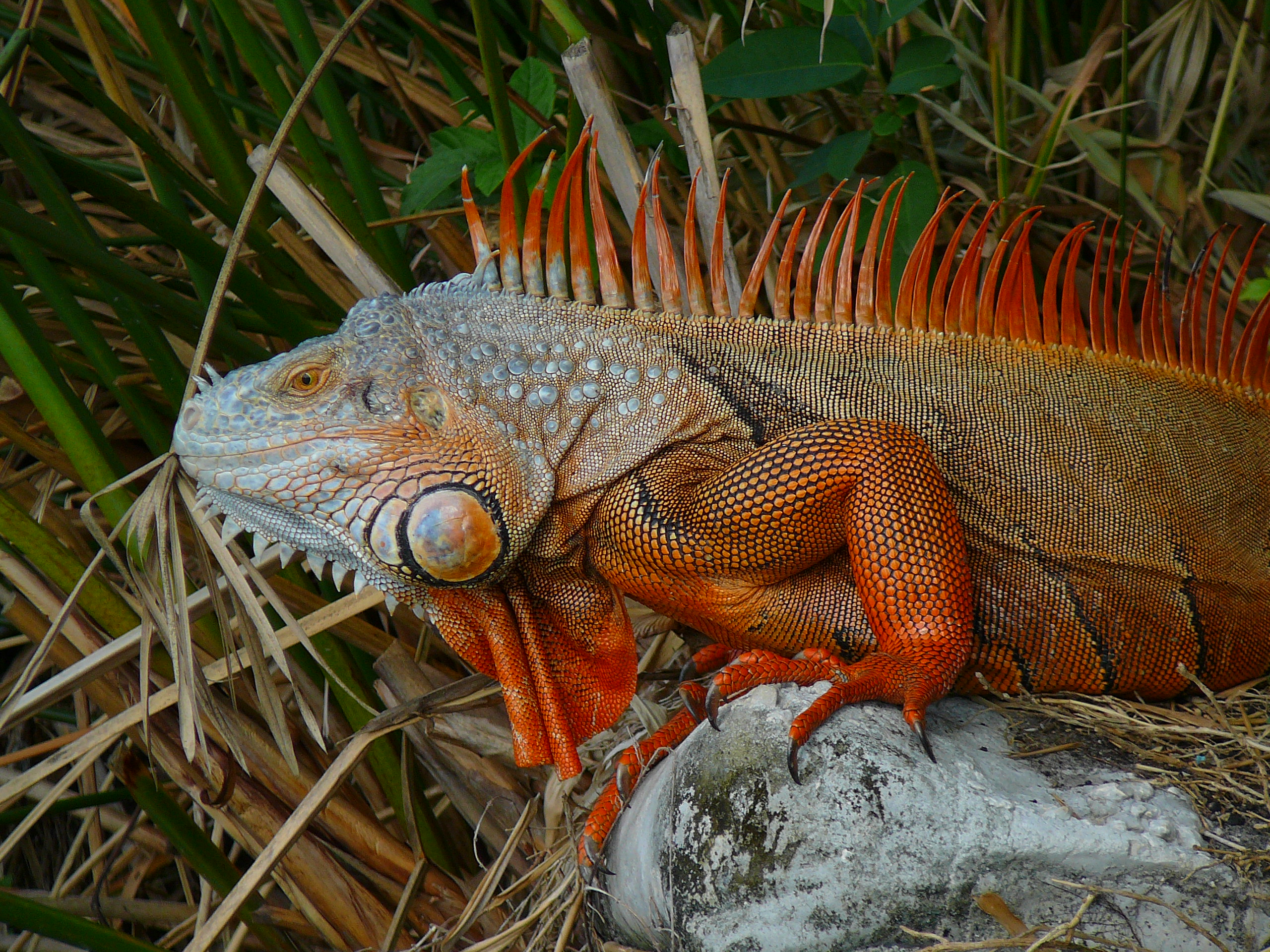
Zöld leguán (Iguana iguana)
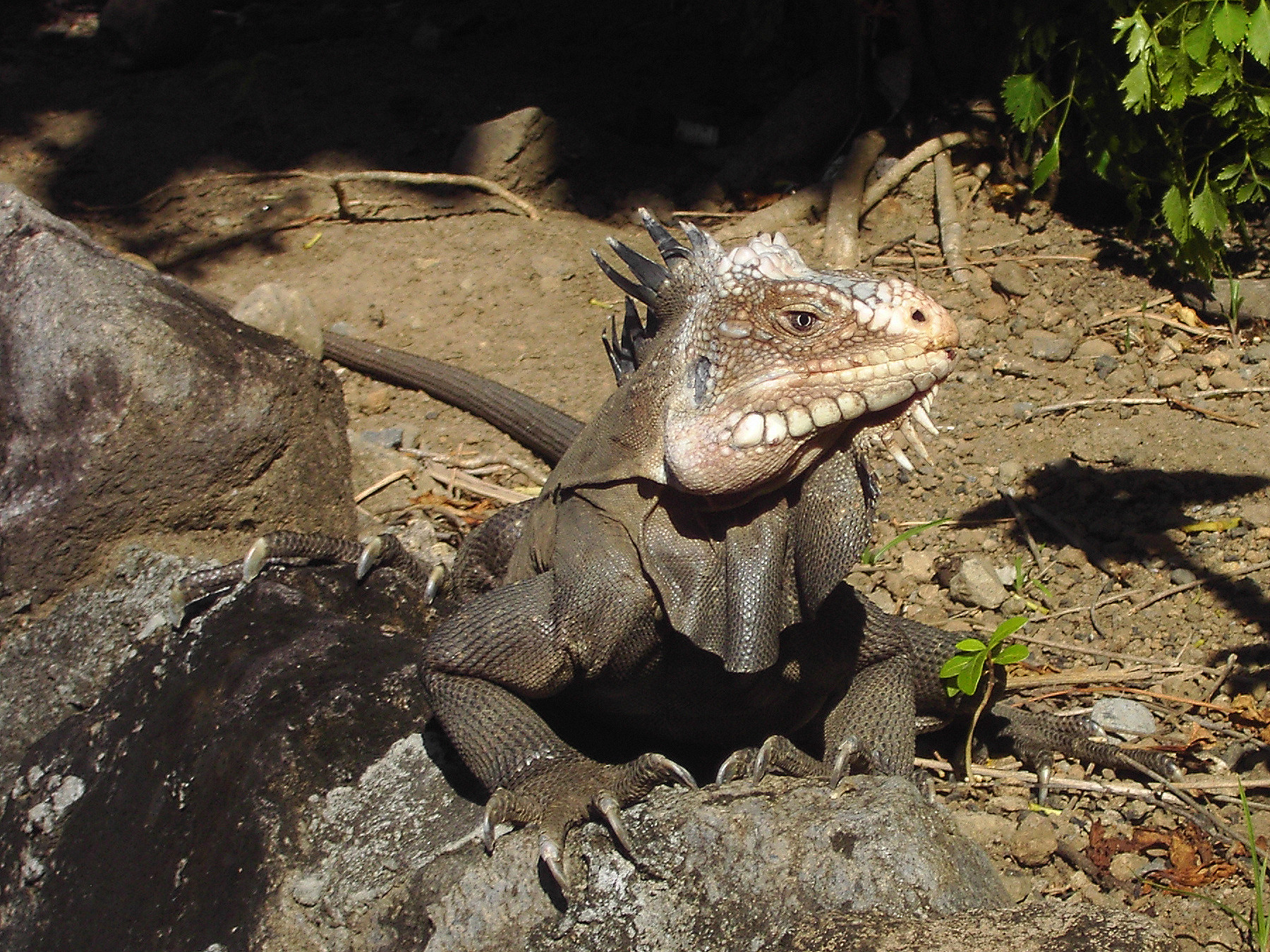
Kis-antilláki leguán (Iguana delicatissima)